# Прапор Яловен
Прапор Яловен — офіційний символ міста Яловени затверджений міською радою 27 березня 2002 року.
Полотнище прапора складається з 15 рівних горизонтальних смуг: 8 червоно-фіолетових і 7 білих. Червоно-фіолетовий колір символізує місцеве вино. Композиція прапора нагадує герб міста, розроблений Сільвіу Табаком, тільки на гербі срібні смуги хвилясті.